# 지축차량사업소
지축차량사업소(紙杻車輛事業所)는 대한민국 경기도 고양시 덕양구 지축동에 있는 서울교통공사 수도권 전철 3호선의 차량기지이다. 역 인근에 지축역이 있으며 연결 통로가 마련되어 있다. 서울교통공사 3000호대 VVVF 전동차를 비롯한 한국철도공사 3000호대 전동차를 관리한다. 3호선 한국철도공사 전동차 차량은 심야에 11편성이 주박한다. 

## 개요
주요 업무는 수도권 전철 3호선에서 운행되는 서울교통공사 3000호대 VVVF 전동차, 한국철도공사 3000호대 전동차 입·출고, 경·중정비와 수도권 전철 4호선에서 운행되는 서울교통공사 4000호대 VVVF 전동차 중정비를 담당하며, 입·출고를 위하여 충무로역에는 연결선이 있다. 내구연한이 도래한 서울 지하철 3호선과 서울 지하철 4호선 전동차를 반출하기도 한다.

### 배선도
지축역과 지축차량기지의 배선도는 다음과 같다. 오금발은 구파발역까지 운행한 후 지축역과 구파발역 사이에 있는 입·출고선으로 진입하여 입고하고, 심야에 독립문역에서 종착하는 막차 역시 독립문역 주박 없이 공차 회송으로 입고된다. 대화발은 삼송역까지 운행한 이후 지축역 방면에 있는 입·출고선으로 입고된다.

### 관리 차량
수도권 전철 3호선 전체 65대 중 36대를 관리한다.
서울교통공사 3000호대 VVVF 전동차: 301편성~320편성 (20대)
한국철도공사 3000호대 전동차: 368~370,390~395편성 (20대)

## 업무
- 서울교통공사 3000호대 VVVF 전동차, 한국철도공사 3000호대 전동차 입·출고 검수관리
- 서울교통공사 4000호대 VVVF 전동차 중정비
- 수도권 전철 3호선, 수도권 전철 4호선 폐차관리

## 같이 보기
- 한국철도공사
- 수도권 전철 3호선
- 일산선
- 한국철도공사 3000호대 전동차